# Gustave Lemoine
Gustave Lemoine, född 1802, död 1885, var en fransk författare.